# Pediacus
Pediacus é um género de coleópteros da família Erotylidae.